# 长喙唐松草
长喙唐松草（学名：Thalictrum macrorhynchum）为毛茛科唐松草属下的一个种。

## 扩展阅读
- 維基物種上的相關：长喙唐松草